# J-Ax
J-Ax, seudónimo de Alessandro Aleotti, (Milán, Italia, 5 de agosto de 1972) es un cantante italiano. Conocido por ser el cantante principal del grupo de hip-hop de cruce Articolo 31, cofundó con DJ Jad a principios de los años noventa.
Él es el hermano mayor de Luca Aleotti, exmiembro del Gemelli DiVersi. Durante unos meses participó en el proyecto Due di picche, luego dejado de lado, junto con Neffa. Durante la década de 2000, J-Ax ha dejado a más y más hip hop estilo para abrazar un estilo más propicio para que aparezca mientras se mantiene conectado a sus raíces del rap.

## Discografía

### Solista
2002 - Domani smetto 

2006 – Di sana pianta

2009 – Rap n' Roll 

2009 – Deca Dance 

2011 – Meglio prima (?) 

2015 - Il bello d'esser brutti 

2017 - Comunisti col Rolex 

2020 - ReAle 

2021 - SurreAle 

### Con Articolo 31
1993 – Strade di città 

1994 – Messa di vespiri

1996 – Così com'è 

1998 – Nessuno 

1999 – Xché sì! 

2002 – Domani smetto 

2003 – Italiano medio 

### Con i Due di Picche
2010 – C'eravamo tanto odiati 

## Película
| Year | Película                                   | Papel      |
| ---- | ------------------------------------------ | ---------- |
| 2001 | Senza Filtro                               |            |
| 2004 | Natale a casa Deejay                       | Cameo      |
| 2014 | Numero zero - Alle radici del rap italiano | Guest part |

## Conexiones
- Domenico Raimondi
- Fedez
- Fabio Rovazzi
- PSY

- Datos: Q1749089
- Multimedia: J-Ax / Q1749089